# 新成区
新成区（しんせい-く）は中華人民共和国上海市にかつて存在した区。現在の静安区の一部に相当する。

## 歴史
1945年に設置された。1956年に静安区が廃止となりその管轄区域の一部を編入している。1960年に江寧区と統合され静安区とされた。